# 爆笑問題の開け!記憶の扉
『爆笑問題の開け!記憶の扉』（ばくしょうもんだいのひらけ きおくのとびら）は、2002年4月16日から同年12月17日までテレビ東京系列局で放送されていたテレビ東京製作のバラエティ番組であり、爆笑問題の冠番組である。放送時間は毎週火曜 20:00 - 20:54 （日本標準時）。
毎回ゲストを招き、彼らが自身と関わりのある人物や出来事をどれだけ記憶しているのかを試す内容だった。

## 出演者

### 司会
- 太田光（爆笑問題）
- 田中裕二（爆笑問題）
- 近藤サト

### アシスタント
- 大江麻理子（テレビ東京アナウンサー）
- 古谷沙織

### 立会人
- 高田純次

### 記憶の番人
- 長井秀和

## ルール
初期
ゲスト1名がどれだけ自分の周りの事や人、過去の有名な出来事を覚えているのかを試していた。1問正解ごとに「記憶の石板」を1枚獲得。最終的に獲得した枚数によって記憶の番人から6段階で評価された。なお、形式上の賞品として自分のランクに応じた石板（発泡スチロール製）が与えられた。
ランクは上から順に記憶王（正解率100%・金）、人間（正解率80%以上・銀）、サル（正解率60%以上・銅）、ニワトリ（正解率40%以上・石）、シャケ（正解エイル20%以上・1か所欠けている）、クラゲ（正解率19%以下・2か所欠けている）。
シンキングタイムの掛け声は「レッツラ、リメンバー!」
中期
ここから賞金制が導入された。ゲストには開始前に100枚のインゴットが渡されていたが、問題に不正解するたびにインゴットを5枚 - 15枚没収された。最終的に残ったインゴットの枚数によって上記のランクに分けられ、ラストクイズに挑む。
ラストクイズは記憶寿司。レーンを流れる寿司ネタ8つを順に覚え、その順番通りに宝箱にプレートをはめていく（中にはダミーもあり）。全て正解すれば、宝箱の中にあるインゴットを全て獲得。1つでも間違えれば、インゴットは全て没収された。なお、記憶する時間は高ランクほど短かった。
末期
爆笑問題チーム対それまで立会人として出演していた高田純次率いるチームの対抗戦になった。記憶に関するクイズを行い、最終成績の良かったチームが賞金100万円を賭けたラストクイズに挑んだ。
ラストクイズは上と同じだが、バリエーションが増えた。